# Peter Geach
Peter Thomas Geach (ur. 29 marca 1916 w Chelsea, zm. 21 grudnia 2013 w Cambridge) – brytyjski filozof i profesor logiki.

## Elementy biograficzne
Był synem profesora filozofii George'a Hendera Geacha i Eleonory Sgoninej, córki polskich emigrantów. Geach pracował nad historią filozofii, logiką filozoficzną, teorią tożsamości oraz filozofią religii. Jego żona, Elizabeth Anscombe, była filozofką. Geach jest autorem ważnych pozycji z dziedziny filozofii działania. 
Geach, podobnie jak jego małżonka, w czasie studiów przeszedł na rzymski katolicyzm, co stało się potem nieodłączne dla poglądów przezeń głoszonych. Po zakończeniu drugiej wojny światowej, Geach chciał przyjechać do Polski, by, jak mówi w przedmowie do wydanych przez niego notatek z wykładów Wittgensteina, uczestniczyć w jej odbudowie. Rzecz nie doszła do skutku i filozof pozostał w Wielkiej Brytanii, gdzie został najpierw jednym z bliskich uczniów wspomnianego Wittgensteina, by pracować potem na Uniwersytecie w Birmingham (1951–1966), a następnie na Uniwersytecie w Leeds, do 1981 roku. Od 1974 członek honorowy Wydziału Humanistycznego Polskiego Towarzystwa Naukowego na Obczyźnie.

## Dokonania filozoficzne
Geach znany jest jako fundator współczesnej szkoły tomizmu analitycznego, gdzie idee Tomasza z Akwinu czytane są w perspektywie współczesnych osiągnięć logiki i filozofii języka. Bliska jest mu korespondencyjna teoria prawdy w formie, w jakiej proponowana jest przez Tomasza z Akwinu. Jedyna rzeczywistość ma dla niego korzenie w Bogu, który jest ostatecznym wzorem dla prawdy (Truthmaker).

## Spis publikacji

### Autor
- Truth and hope: the Fürst Franz Josef und Fürstin Gina lectures delivered at the International Academy of Philosophy in the principality of Liechtenstein, 1998 (2001)
- Truth, love and immortality: an introduction to McTaggart's philosophy (1979)
- Providence and evil (1977)
- Virtues (1977)
- Reason and argument (1976)
- Logic Matters (1972)
- Mental Acts (1971)
- God and the soul (1969)
- History of the corruptions of logic: an inaugural lecture, (1968)
- Some problems about time (1965)
- Reference and generality : an examination of some medieval and modern theories (1962).
- Three philosophers (wraz z G. E. M. Anscombe) (1961)
- On an extended logic of relations (1952)

### Redaktor
- Logic and ethics, edited by Peter Geach, with the editorial assistance of Jacek Hołówka (1991)
- Wittgenstein's lectures on philosophical psychology, 1946-47, notes by P.T. Geach, K.J. Shah, A.C. Jackson ; edited by P.T. Geach, (1989)
- Gottlob Frege, Translations from the philosophical writings of Gottlob Frege, edited by Peter Geach and Max Black ; index prepared by E.D. Klemke, 1980
- Arthur N. Prior, Objects of thought, edited by P. T. Geach and A. J. P. Kenny, 1971.

### Publikacje dot. P. T. Geacha
- Moral truth and moral tradition : essays in honour of Peter Geach and Elizabeth Anscombe, edited by Luke Gormally ; with a foreword by Cahal B. Daly, 1994
- Peter Geach : philosophical encounters, edited by Harry A. Lewis, 1991